# WIG-chemia
WIG-CHEMIA – subindeks giełdowy na Giełdzie Papierów Wartościowych. Charakteryzuje sektor chemiczny. Indeks ten jest obliczany od 19 września 2008 roku. Wartość bazowa wynosi 3836,10 zł.